# بلغة ذوي الخصاصة في شرح الخلاصة
بلغة ذوي الخصاصة في شرح الخلاصة  هو كتاب في النحو والصرف، كتبه عالم اللغة والنحوي محمد بن عبد الله بن مالك الطائي الجياني.
الكتاب عبارة عن شرح لألفية ابن مالك في مختلف أبواب النحو والصرف، وصاحب الكتاب هو نفسه صاحب ألفية ابن مالك عالم اللغة والنحوي محمد بن عبد الله بن مالك الطائي الجياني، صدر الكتاب في عدة طبعات عن دور نشر متعددة.